# ウィリアム・リング
ウィリアム・リング（William Ling, 1908年8月1日 - 1984年5月8日）は、イングランド出身の元サッカー審判員である。

## 概要
1948年にFIFAのライセンスを取得しFIFA国際審判員として活動していた。1954 FIFAワールドカップでは決勝戦の審判も務めた。

## 担当した主な国際大会

### 1954 FIFAワールドカップ
1954 FIFAワールドカップでは2試合で審判を担当した。
- グループリーググループ2: ハンガリー代表対西ドイツ代表
- 決勝戦: 西ドイツ代表対ハンガリー代表